# Castanopsis hainanensis
Castanopsis hainanensis är en bokväxtart som beskrevs av Elmer Drew Merrill. Castanopsis hainanensis ingår i släktet Castanopsis och familjen bokväxter.
Artens utbredningsområde är Hainan (Kina). Inga underarter finns listade.